# 自衛隊図書室
自衛隊図書室（じえいたいとしょしつ）とは、自衛隊の福利厚生施設として作られたものである。陸上自衛隊の場合は陸上自衛隊の福利厚生業務に関する達3条2項に規定がある。ただし、陸・海・空自衛隊の各幹部学校及び統合幕僚学校の各図書室は1994年に防衛研究所の図書館（本館）に統合された。 この図書館は防衛研究所図書館のような公文書館としての機能はなく、もっぱら隊員の福利厚生、教育のための施設である。この図書館は、2016年8月の防衛研究所の市ヶ谷地区移転に伴い、航空自衛隊幹部学校に移管された。
なお、防衛省図書館は国立国会図書館の支部図書館であり、自衛隊図書室には含まない。これらの図書館は各省庁に存在する。（支部図書館参照）
海外では主に陸軍が運営する。「軍部図書館」「軍事図書館」などその国によって呼び方は様々である。司書資格持ちが運営する場合が多い。陸軍だけあって移動図書館ももちろんある。